# Xã Victoria, Quận Rice, Kansas
Xã Victoria (tiếng Anh: Victoria Township) là một xã thuộc quận Rice, tiểu bang Kansas, Hoa Kỳ. Năm 2010, dân số của xã này là 345 người.